# Ideonella sakaiensis
Ideonella sakaiensis es una especie de bacteria gramnegativa del género Ideonella. Fue descrita en el año 2016. Su etimología hace referencia a la ciudad Sakai, Japón. Es aerobia y móvil por flagelo polar. Tiene un tamaño de 0,6-0,8 μm de ancho por 1,2-1,5 μm de largo. Forma colonias circulares, translúcidas y no pigmentadas tras dos días de incubación. Catalasa y oxidasa positivas. Temperatura de crecimiento entre 15-42 °C, óptima de 30-37 °C. Se ha aislado de un consorcio microbiano que degrada el tereftalato de polietileno (PET). 
Debido a que el PET solo hace 70 años que existe, significa que la bacteria ha evolucionado en este sentido en tan solo 70 años. Este hallazgo supone un enorme avance para el mundo del reciclaje y la reutilización.

## Descubrimiento
La bacteria fue descubierta por Shosuke Yoshida, del Instituto de Tecnología de Kioto, en colaboración con otros científicos e investigadores de varias universidades japonesas. El hallazgo se produjo como resultado de un estudio de las colonias bacterianas observadas en 250 muestras extraídas de los residuos de PET. Se percataron de la degradación del PET y comenzó la idea de estudiar la biología de las bacterias que utilizan PET como fuente primaria de carbono.

## Potencial
Ideonella sakaiensis ha mostrado capacidad para degradar de manera casi completa una delgada película de polietileno a través de un proceso de digestión que requiere de seis semanas a una temperatura de 30 °C. El proceso nace de dos enzimas, la PETasa y la MHETasa: la primera de ellas, denominada ISF6 4831, se activa en presencia de agua y se mostró en grado de separar el PET en una sustancia intermedia; interviene, a continuación, una segunda enzima que es responsable de la degradación completa.
Solo en el año 2013 en el mundo se produjeron 56 millones de toneladas de PET, derivados en un 90 por ciento del petróleo. Se estima que solo el 14% entró en algún proceso de reciclaje. Por lo tanto, muchos laboratorios de investigación han buscado microorganismos que puedan digerir el material: hasta ahora los únicos que parecen ser capaces de hacerlo son algunas especies de hongos, pero no se habían identificado especies de bacterias hasta el descubrimiento de Ideonella sakaiensis.